# Forschungsgruppe
Eine Forschungsgruppe, früher Forschergruppe, ist die Bezeichnung eines wissenschaftlichen Förderprogramms der Deutschen Forschungsgemeinschaft.
Gefördert werden in diesem Programm kleine Gruppen von Wissenschaftlern, die auf einem eng umgrenzten Gebiet an einer Frage zusammenarbeiten, die alleine nicht lösbar wäre. Die Forschungsgruppe stellt damit eine förderwürdige Möglichkeit der Zusammenarbeit zwischen Wissenschaftlern dar, die von der Größe her zwischen der Einzelförderung/Normalverfahren der DFG und Großprojekten wie einem Sonderforschungsbereich angesiedelt ist. Das Programm existiert seit 1962 und hieß bis 2018 Forschergruppe.
Gefördert werden soll in diesem Programm insbesondere die internationale und interdisziplinäre Zusammenarbeit von Wissenschaftlern sowie der wissenschaftliche Nachwuchs.
Mit dem gleichen Namen existieren schon länger Forschungsgruppen, die meist eine Untergliederung eines Hochschul- oder Akademieinstituts bezeichnen. In einigen Ländern -- z. B. in Österreich -- wurden seit den 1990er-Jahren zahlreiche kleine Institute zu größeren Einheiten zusammengefasst, und der Name der früheren Institute wurde vielfach zu jenem der nunmehrigen Forschungsgruppen.